# Отакулов, Жамол Хамроевич
Джамол Хамроевич Отакулов (Джамал Атакулов; узб. Jamol Hamroevich Otaqulov; род. 6 декабря 1985) — узбекский футболист, защитник.
Первые матчи в высшей лиге Узбекистана сыграл в 2007 году в клубе «Тупаланг», затем играл за «Курувчи» и за «Шуртан», где получил серьёзную травму, в результате чего не смог закрепиться в основном составе. В 2011 году перешёл в наманганский «Навбахор», в 2012 году — в «Динамо» (Самарканд). С 2013 года снова играл за «Шуртан», с которым дважды вылетал из высшего дивизиона и провёл сезоны 2014 и 2018 годов в первом дивизионе. Победитель первого дивизиона Узбекистана 2014 года.